# Жистин Брезаз
Жистин Брезаз (фр. Justine Braisaz; Албервил, 4. јул 1996) француска је биатлонка.
На Светском првенству 2015. освојила је бронзу са женском штафетом, тридесет четврто место у појединачном и спринту и тридесет пето у потери. Наредне године, на Светском првенству 2016. освојила је ново сребро са женском штафетом, дванаеста је била у масовном старту, шеснаеста у појединачном, двадест друга у потери и двадесет пета у спринту. На Светском првенству 2017. са штафетом је освојила бронзу, а у појединачним дисциплинама најбољи пласман остварила је у потери, пето место.
На Олимпијским играма дебитује у Пјонгчангу 2018. Са женском штафетом освојила је бронзану медаљу, у спринту десето место, у масовном старту двадесето, у потери тридесет четврто, а у појединачном педесет пето.